# Kolesarski klub Kranj
Kolesarski klub Kranj (UCI koda ekipe: CTK) je slovenski kolesarski klub, ki od leta 2022 tekmuje na nivoju kontinentalnih dirk. Ustanovljen je bil leta 1957 v Kranju kot Kolesarski klub Sava Kranj. Med najuspešnejšimi nekdanjimi kolesarji kluba so Matej Mohorič. Luka Mezgec, Tadej Valjavec in Grega Bole.

## Uspehi

### Mednarodne dirke
2006
1. etapa Po poteh kralja Nikole, Grega Bole
2. etapa Okolo Slovenska, Grega Bole
2007
1. etapa Istrska pomlad, Grega Bole
2. etapa Po poteh kralja Nikole, Vladimir Kerkez
1. etapa Giro della Regione Friuli Venezia Giulia, Grega Bole
4. etapa Giro della Regione Friuli Venezia Giulia, Vladimir Kerkez
2008
Trofej Poreč, Aldo Ino Ilešič
Beograd–Banja Luka I, Aldo Ino Ilešič
1. etapa Giro della Regione Friuli Venezia Giulia, Uroš Silar
2. etapa Grand Prix Cycliste de Gemenc, Gašper Švab
2009
2. etapa Po poteh kralja Nikole, Vladimir Kerkez
3. etapa Po poteh kralja Nikole, Matej Stare
VN Kranja, Gašper Švab
VN P-Nivo, Uroš Silar
2010
1. etapa Istrska pomlad, Blaž Furdi
Gran Premio Palio del Recioto, Blaž Furdi
Banja Luka–Beograd I, Jure Zrimšek
2011
1. etapa Istrska pomlad, Luka Mezgec
Memoriał Henryka Łasaka, Luka Mezgec
2012
5. etapa Pet obročev Moskve, Luka Mezgec
2., 4., 6., 11. in 13. etapa Dirka okoli jezera Činghaj, Luka Mezgec
2013
4. etapa Rhône-Alpes Isère Tour, Mark Džamastagič
Trofeo Città di San Vendemiano, Mark Džamastagič
1b. etapa Okolo Slovenska, Tim Mikelj
2015
Velika nagrada Sarajeva, Gašper Katrašnik
2022
2023
3. etapa Dirka po Albaniji, Luka Turkulov

### Državna prvenstva
2005
 Državno prvenstvo Avstrije v vožnji na čas, Hans-Peter Obwaller
2007
 Državno prvenstvo Slovenije v vožnji na čas do 23 let, Kristijan Koren
2022
 Državno prvenstvo Srbije v vožnji na čas do 23 let, Luka Turkulov
2023
 Državno prvenstvo Srbije v vožnji na čas do 23 let, Luka Turkulov